# Pyrausta rhododendralis
Pyrausta rhododendralis là một loài bướm đêm trong họ Crambidae.